# 2004년 대한민국의 베스트셀러 목록
다음은 2004년 대한민국의 베스트셀러 목록이다. 

## 종합
1. 연금술사
2. 다 빈치 코드 1
3. 선물
4. 설득의 심리학 1
5. 아침형 인간(인생을 두배로 사는)
6. 나무
7. 그 남자 그 여자
8. 칼의 노래 1(개정판)
9. 꽃으로도 때리지 말라
10. 세상의 중심에서 사랑을 외치다
11. 10년후 한국
12. 메모의 기술
13. 용서
14. 칭찬은 고래도 춤추게 한다
15. 2000원으로 밥상차리기
16. 11분(양장본 HardCover)
17. 이익훈 EYE OF THE TOEIC
18. 나를 변화시키는 좋은 습관
19. 토마토:토익점수마구올려주는토익(READING)
20. 황진이 1
21. 홀로 사는 즐거움
22. 폰더씨의 위대한 하루
23. 냉정과 열정사이(ROSSO)
24. 마법천자문 1
25. 목적이 이끄는 삶
26. 평생 성적 초등 4학년에 결정된다
27. 집 없어도 땅은 사라(돈앞에 당당한 경제자유인 프로젝트 3)
28. 베로니카 죽기로 결심하다(양장본 HardCover)
29. 이익훈 EAR OF THE TOEIC
30. 이보영의 120분 영어회화(TAPE3개포함)
31. 모리와 함께한 화요일(양장본 HardCover)
32. 대한민국에서 장남으로 살아가기
33. 공부 9단 오기 10단
34. 토마토:토익점수마구올려주는토익(LISTENING)
35. 진주 귀고리 소녀
36. 엄마와 딸(전2권)
37. 파페포포 메모리즈
38. 미쳐야 미친다
39. 나의 라임 오렌지 나무(양장본 HardCover)
40. 21세기 먼나라 이웃나라 10 (미국 1:미국인 편) (올컬러판)
41. 상실의 시대(원제: 노르웨이의 숲)(3판)
42. 해변의 카프카(상)
43. 화성에서 온 남자 금성에서 온 여자
44. 이보영의 120분 영문법(TAPE3개포함)
45. 울 준비는 되어 있다
46. 그 남자네 집
47. 체 게바라 평전(역사인물찾기 10)
48. 박경림 영어 성공기(CD1장포함)
49. 연인 서태후
50. 따뜻한 카리스마

## 같이 보기
- 대한민국의 베스트셀러